# Marcopolo
Marcopolo S.A. és un fabricant brasiler de carrosseries d'autobusos. Amb base a la ciutat de Caxias do Sul, estat de Rio Grande do Sul, és el major fabricant nacional del sector, amb una quota del 40,7%, i un dels més importants en el món.